# 六戸町立大曲小学校
六戸町立大曲小学校（ろくのへちょうりつ おおまがりしょうがっこう）は、青森県上北郡六戸町犬落瀬にある公立小学校。2025年3月をもって、当校を含む町内全小中学校を統合した六戸町立義務教育学校六戸学園の開校により、閉校した。

## 概要
六戸町の北側を学区とする小学校。この地域には「大曲」という地名は存在しないが、周辺にある大曲駅（十和田観光電鉄線、現在廃止）の名称の由来が、この駅周辺で線路が大きく曲がるため「大曲」とつけられたことから、近隣にあるこの小学校の名称も「大曲小学校」となった（大曲駅#駅構造を参照）。ほとんどの児童は学区内の六戸町立七百中学校に進学する。全校児童は333名（2024年現在）。

## 沿革
- 1962年（昭和37年）4月1日 - 開校[4][5]。
- 1964年（昭和39年）3月27日 - 体育館を落成[4]。
- 1971年（昭和46年）9月1日 - 校章および校歌（作詞：佐々木三郎、作曲：梅村親信）を制定[4][5]。
- 1989年（平成元年）3月16日 - 校舎新築第1期工事を実施[6][4]。
- 1990年（平成2年）3月19日 - 校舎新築第2期工事を実施[6][4]。
- 1991年（平成3年）3月 - 講堂（体育館）を改築[7][6]。
- 1994年（平成6年） - 校庭を拡張[6]。
- 1999年（平成11年）4月 - 給食を開始[7]。
- 2000年（平成12年）10月21日 - 青森県ふれあい活動推進指定校となる[4]。
- 2001年（平成13年）10月1日 - 全児童を対象としたスクールバスの運行を開始[4]。
- 2004年（平成16年）9月25日 - ボランティア功労者として厚生労働大臣より表彰される[4]。
- 2010年（平成22年）4月 - 大曲小学校学童保育所を開設[7]（小松ケ丘地区）。
- 2011年（平成23年）11月19日 - 創立50周年記念式典を開催[8]。
- 2019年（平成31年）3月 - 増築工事を実施[7]。
- 2024年（令和6年）11月9日 - 閉校記念式典を開催[9]。
- 2025年（令和7年）3月31日 - 本校を含む町内全小中学校を統合した六戸町立義務教育学校六戸学園開校により閉校[1]。

## 施設概要
主な施設。
- 校舎
  - 管理教室棟 - 1989年竣工の鉄筋コンクリート造[10][11]。
  - 普通教室棟 - 1990年竣工の鉄筋コンクリート造[10][11]。
- 講堂（屋内体育館） - 1991年竣工の鉄筋コンクリート造りで、面積は805平方メートル[10][11]。
- 校庭 - 面積は9,306平方メートル[10]。

## 学区
高森1、高森2、桜ケ丘住宅、通目木、坪毛沢、づめき団地、大曲、晴ケ丘団地、堀切沢、たての台団地、小松ケ丘。

## 周辺
- 青森県道10号三沢十和田線[12]
- 十和田観光電鉄十和田観光電鉄線大曲駅 - 2012年に廃駅となった[12]
- 第二みちのく有料道路[12]